# Ptichodis dissocians
Ptichodis dissocians là một loài bướm đêm trong họ Erebidae.